# Mary Macdougall
Mary Macdougall (auch Mary de Ergadia oder Mary of Argyll; † vor 8. September 1302 in London) war eine schottische Adlige. Durch Heiraten wurde sie Königin von Man und Countess of Strathearn.

## Herkunft
Mary Macdougall entstammte der Familie Macdougall, einer mächtigen Adelsfamilie mit Besitzungen in Argyll und auf den westschottischen Inseln. Sie war eine Tochter von Ewen Macdougall, der zwischen 1248 und 1263 den Titel König der Inseln unter der Oberherrschaft des norwegischen Königs führte. Der Name ihrer Mutter ist unbekannt.

## Ehen

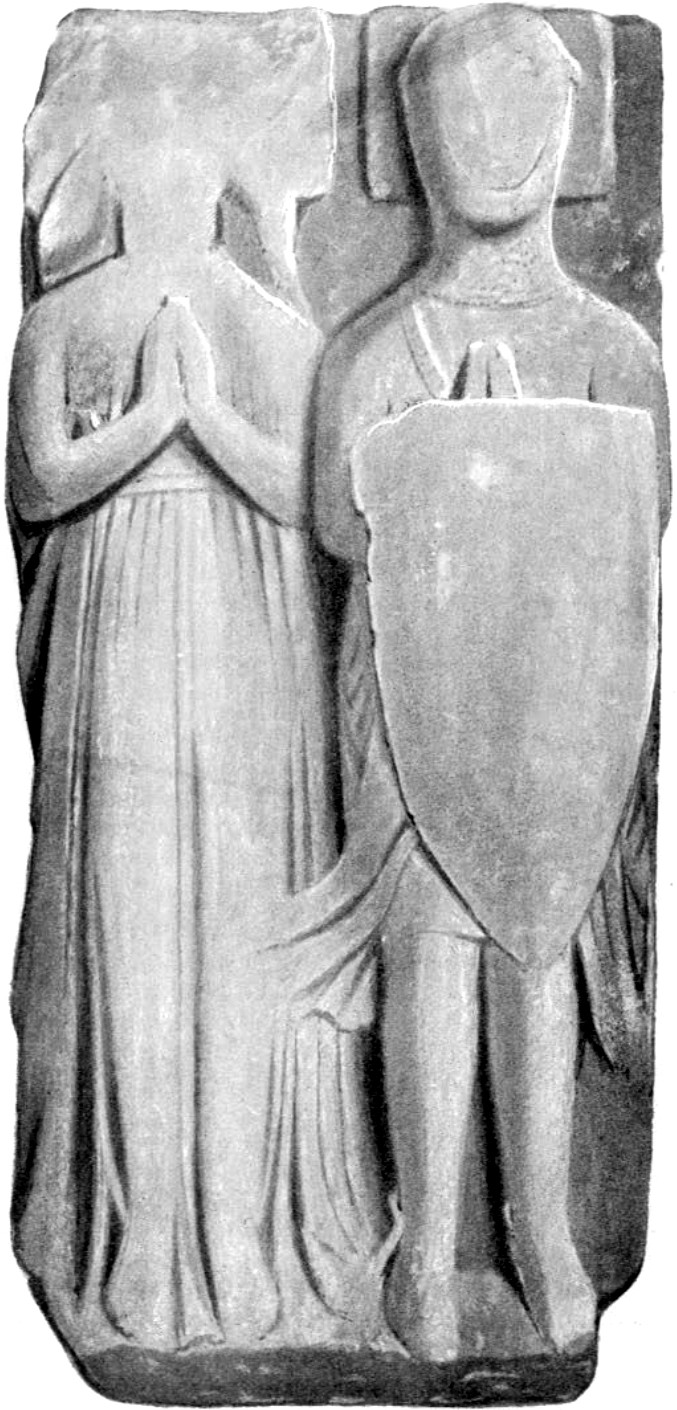
Grabdenkmal von Malise, 5. Earl of Strathearn, und eine seiner Ehefrauen, vermutlich Mary Macdougall

Mary war insgesamt viermal verheiratet, was als Beleg für den hohen Rang und die weitreichenden Kontakte ihres Vaters und ihrer Familie gilt. Von ihrem Vater wurde Mary zunächst mit Magnus Óláfsson, dem König der benachbarten Isle of Man verheiratet. Nach dem Tod ihres ersten Mannes 1265 wurde sie vor 1268 mit Malise, 5. Earl of Strathearn verheiratet. Diese Heirat mit einem schottischen Magnaten gilt als Beleg, dass ihr Vater trotz des Verlustes seiner Königswürde nach dem Frieden von Perth 1266 einen Platz unter den schottischen Magnaten gefunden hatte. Nach dem Tod ihres zweiten Mannes 1271 heiratete Mary am 5. April 1281 den schottischen Baron Hugh Abernethy. Abernethy war ein loyaler Unterstützer des schottischen Königs Alexander III. Die Erlaubnis für die prestigeträchtige Heirat mit der Witwe des Königs von Man und des Earls of Strathearn war vermutlich eine Belohnung des Königs für Abernethy. Im September 1289 wurde Abernethy aber in den Mord an den Earl of Fife verwickelt. Er wurde verhaftet und starb 1291 oder 1292 in Gefangenschaft. Schließlich heiratete Mary den englischen Ritter William Fitzwarin, der als Militär während des Schottischen Unabhängigkeitskriegs nach Schottland gekommen war. Fitzwarin starb 1299, so dass Mary auch ihren vierten Ehemann überlebte. Aus den Besitzungen von Fitzwarin erhielt sie ein Wittum. Bis zu ihrem Tod beanspruchte sie auch den Titel einer Countess of Strathearn. Als sie 1296 dem englischen König Eduard I. als Oberherrn von Schottland huldigte, bezeichnete sie sich als Königin von Man. Am 8. September 1302 gewährte der englische König Eduard I. ihren Verwandten freies Geleit, damit sie nach dem Tod von Mary in London in ihre Heimat zurückkehren konnten.

## Nachkommen
Marys Ehen mit Magnus Óláfsson und dem Earl of Strathearn waren kinderlos geblieben, für den Earl war es die vierte Ehe gewesen. Aus ihrer Ehe mit Hugh Abernethy hatte Mary mindestens einen Sohn:
- Alexander Abernethy († vor 1315)

Im Februar 1292 wandte sich Mary an das schottische Parlament, damit Alexander das Erbe seines Vaters zugesprochen wurde. Mary hatte noch mindestens eine Tochter. Sie entstammte nicht der der Ehe mit dem Earl of Strathearn, aber es ist unbekannt, ob Magnus Óláfsson oder Abernethy der Vater war. 1292 lieh sich Mary bei Nicholas de Meynell 200 Mark, um die Mitgift für ihre Tochter aufzubringen. Ihre Ehe mit William Fitzwarin blieb kinderlos. Sie starb 1302 in London in Anwesenheit mehrerer Angehöriger der Familie Macdougall. In der Kathedrale von Dunblane befindet sich ein Grabdenkmal, das Malise, 5. Earl of Strathearn und eine seiner Ehefrauen, vermutlich Mary Macdougall darstellt.